# Tri kríže (sedlo)
Tři kříže je sedlo v hlavním hřebeni Kremnických vrchů v nadmořské výšce 1180 m, ležící jižně od Velestúru. Je významnou křižovatkou turistických stezek a východiskem na Velestúr, Smrečník a Zlatou studni.

## Přístup
- po  značce ze Zlaté studně přes Velestúr
- po  značce z Kováčové přes rozcestí Rudná poľana
- po  značce z Kremnice nebo Malachova
- po  značce z obce Horné Pršany